# Élections législatives de 1914 dans les Hautes-Alpes
 (juillet 2025).
Si vous disposez d'ouvrages ou d'articles de référence ou si vous connaissez des sites web de qualité traitant du thème abordé ici, merci de compléter l'article en donnant les références utiles à sa vérifiabilité et en les liant à la section « Notes et références ».
Les élections législatives de 1914 ont eu lieu les 26 avril et 10 mai 1914.

## Élus
Les élus des élections législatives de 1914 dans les Hautes-Alpes sont, :
|   | Circonscription | Député sortant |  | Groupe parlementaire | Député élu               |  | Groupe parlementaire                |
| - | --------------- | -------------- |  | -------------------- | ------------------------ |  | ----------------------------------- |
| 1 | Briançon        |                |  |                      | François Gilbert Planche |  | Parti radical et radical-socialiste |
| 2 | Embrun          |                |  |                      | Victor Bonniard          |  | Républicains de gauche              |
| 3 | Gap             |                |  |                      | Victor Peytral           |  | Parti radical et radical-socialiste |

## Résultats à l'échelle du département
| Partis         | Partis                                           | Premier tour | Premier tour | Deuxième tour | Deuxième tour | Sièges |
| Partis         | Partis                                           | Voix         | %            | Voix          | %             | Sièges |
| -------------- | ------------------------------------------------ | ------------ | ------------ | ------------- | ------------- | ------ |
|                | Parti républicain démocratique                   | 9 333        | 40,53        | 2 732         | 11,75         | 1      |
|                | Parti républicain, radical et radical-socialiste | 7 852        | 34,09        | 10 356        | 44,53         | 2      |
|                | Parti républicain-socialiste                     | 3 315        | 14,39        | 8 413         | 36,17         | 0      |
|                | Radicaux indépendants                            | 1 204        | 5,23         |               |               | 0      |
|                | Section française de l'Internationale ouvrière   | 819          | 3,56         | 1 756         | 7,55          | 0      |
|                | Républicains indépendants                        | 506          | 2,20         |               |               | 0      |
|                | Divers                                           | 1            | 0,00         | 0             |               |        |
|                |                                                  |              |              |               |               |        |
| Inscrits       | Inscrits                                         | 29 892       | 100,00       | 29 892        | 100,00        | 3      |
| Votants        | Votants                                          | 23 438       | 78,41        | 23 871        | 79,86         |        |
| Abstention     | Abstention                                       | 6 454        | 21,59        | 6 021         | 20,14         |        |
| Blancs et nuls | Blancs et nuls                                   | 408          | 1,36         | 614           | 2,05          |        |
| Exprimés       | Exprimés                                         | 23 030       | 77,04        | 23 257        | 77,80         |        |

## Résultats par arrondissement

### Arrondissement de Briançon
| Candidats      | Candidats                | Étiquette      | Premier tour | Premier tour | Deuxième tour | Deuxième tour |
| Candidats      | Candidats                | Étiquette      | Voix         | %            | Voix          | %             |
| -------------- | ------------------------ | -------------- | ------------ | ------------ | ------------- | ------------- |
|                | François Gilbert Planche | PRRRS          | 2 461        | 47,53        | 3 134         | 64,09         |
|                | Maurice Toy-Riont        | PRD            | 2 210        | 42,68        |               |               |
|                | Cabanes                  | SFIO           | 507          | 9,79         | 1 756         | 35,91         |
|                |                          |                |              |              |               |               |
| Inscrits       | Inscrits                 | Inscrits       | 6 467        | 100,00       | 6 467         | 100,00        |
| Votants        | Votants                  | Votants        | 5 249        | 81,17        | 5 114         | 79,08         |
| Abstention     | Abstention               | Abstention     | 1 218        | 18,83        | 1 353         | 20,92         |
| Blancs et nuls | Blancs et nuls           | Blancs et nuls | 71           | 1,74         | 224           | 2,57          |
| Exprimés       | Exprimés                 | Exprimés       | 5 178        | 98,26        | 4 890         | 97,43         |

### Arrondissement d'Embrun
| Candidats      | Candidats       | Étiquette           | Premier tour | Premier tour | Deuxième tour | Deuxième tour |
| Candidats      | Candidats       | Étiquette           | Voix         | %            | Voix          | %             |
| -------------- | --------------- | ------------------- | ------------ | ------------ | ------------- | ------------- |
|                | Victor Bonniard | PRD                 | 2 315        | 44,56        | 2 732         | 51,15         |
|                | Louis Soulié    | PRS                 | 1 364        | 26,26        | 2 609         | 48,85         |
|                | Fourrat         | Radical indépendant | 1 204        | 23,18        |               |               |
|                | Espitalier      | SFIO                | 312          | 6,01         |               |               |
|                |                 |                     |              |              |               |               |
| Inscrits       | Inscrits        | Inscrits            | 6 600        | 100,00       | 6 600         | 100,00        |
| Votants        | Votants         | Votants             | 5 250        | 79,55        | 5 483         | 83,08         |
| Abstention     | Abstention      | Abstention          | 1 350        | 20,45        | 1 117         | 16,92         |
| Blancs et nuls | Blancs et nuls  | Blancs et nuls      | 55           | 1,05         | 142           | 2,59          |
| Exprimés       | Exprimés        | Exprimés            | 5 195        | 98,95        | 5 341         | 97,41         |

### Arrondissement de Gap
| Candidats      | Candidats      | Étiquette               | Premier tour | Premier tour | Deuxième tour | Deuxième tour |
| Candidats      | Candidats      | Étiquette               | Voix         | %            | Voix          | %             |
| -------------- | -------------- | ----------------------- | ------------ | ------------ | ------------- | ------------- |
|                | Victor Peytral | PRRRS                   | 5 391        | 42,59        | 7 222         | 55,44         |
|                | Amar           | PRD                     | 4 808        | 37,99        |               |               |
|                | Léon Cornaud   | PRS                     | 1 951        | 15,41        | 5 804         | 44,56         |
|                | Jaussaud       | Républicain indépendant | 506          | 4,00         |               |               |
|                | Divers         | Divers                  | 1            | 0,01         |               |               |
|                |                |                         |              |              |               |               |
| Inscrits       | Inscrits       | Inscrits                | 16 825       | 100,00       | 16 825        | 100,00        |
| Votants        | Votants        | Votants                 | 12 939       | 76,90        | 13 274        | 78,89         |
| Abstention     | Abstention     | Abstention              | 3 886        | 23,10        | 3 551         | 21,11         |
| Blancs et nuls | Blancs et nuls | Blancs et nuls          | 282          | 2,18         | 248           | 1,87          |
| Exprimés       | Exprimés       | Exprimés                | 12 657       | 97,82        | 13 026        | 98,13         |